# Karl Busch (Fußballspieler)
Karl Busch (* 17. August 1934) ist ein ehemaliger deutscher Fußballspieler.

## Sportliche Karriere
Der vom FC Singen 04 aus der 2. Liga Süd gekommene Angriffsspieler spielte von 1956 bis 1958  für den VfB Stuttgart. In der Oberliga Süd kam er mit dem VfB auf insgesamt 17 Spiele, in denen er drei Tore erzielte. Er debütierte in der Mannschaft von Trainer Georg Wurzer am 14. Oktober 1956 beim Auswärtsspiel gegen den Freiburger FC in der Oberliga. Der VfB gewann das Spiel im Möslestadion mit 7:2 Toren und Busch erzielte dabei einen Treffer. Die Weiß-Roten belegten 1956/57 im Süden den vierten Rang und Erwin Waldner führte die interne Torschützenliste mit fünfzehn Treffern an. In seiner zweiten Stuttgarter Saison, 1957/58, kam der Ex-Singener nur noch zu sieben Einsätzen, erzielte dabei aber zwei Tore. Sein letztes Oberligaspiel absolvierte er am 1. Dezember 1957 bei der 1:3-Heimniederlage gegen den 1. FC Schweinfurt 05. Zur Runde 1958/59 schloss er sich dem Freiburger FC in der 2. Liga Süd an.
Da das Halbfinale und das Finale im Jahr 1958 erst in der Vorrunde 1958/59 ausgespielt wurden, war Busch beim Erfolg der Stuttgarter im DFB-Pokal bereits in Freiburg unter Vertrag.